# Михаил Байловски
Михаил С. Байловски е български общественик от Македония.

## Биография
Михаил Байловски е роден в 1840 година в кумановското село Байловце, тогава в Османската империя. Създава семейство на млади години и в 1856 година заедно със съпругата си Стоянка (родом от същото село) се мести в град Куманово. Учи в българското училище в Куманово при учителя поп Стефан Байловски, деятел по черковното и училищно дело.</ref>
Михаил Байловски развива успешна стопанска дейност и става влиятелен член на кумновския еснаф и първенец на градската българска интелигенция. Активно участва в борбите за църковна независимост и използва влиянието си сред народа за да насърчи жителите на село Байловце да преминат изцяло под лоното на Българската екзархия.
В 1917 година подписва Мемоара на българи от Македония от 27 декември 1917 година. Умира в Куманово в 1925 година. Зад себе си оставя син и четири дъщери.